# ميلينا سادوفسكا
ميلينا سادوفسكا (بالبولندية: Milena Sadowska) (مواليد 1999) حاملة لقب ملكة جمال بولندية توجت بمسابقة ملكة جمال بولونيا 2018. في 10 نوفمبر 2018. من قبل ملكة جمال بولونيا السابقة أغاتا بيرنات، ومثلت بلدها بولندا في مسابقة ملكة جمال العالم 2019.

## روابط خارجية
- Official Miss Polonia website

| الجوائز و الإنجازات | الجوائز و الإنجازات    | الجوائز و الإنجازات    |
| ------------------- | ---------------------- | ---------------------- |
| سبقه أغاتا بيرنات   | ملكة جمال بولونيا 2019 | تبعه كارولينا بيلافسكا |